# Sparks Generation
Sparks Generation är en svensk ideell organisation som grundades 2017 med målet att ge alla barn och unga tillgång till en meningsfull, inkluderande och inspirerande fritid. Genom sin digitala plattform, Sparksapp, kopplar organisationen samman unga med aktiviteter inom kultur, idrott och fritid, samtidigt som kommuner och föreningar får verktyg för att nå ut, samla in data och utveckla sin verksamhet.
Organisationen initierades av Alexandra Krook, som idag är generalsekreterare. I dag räknas Alexandra Krook och Björn Hökmark som medgrundare till Sparks Generation. Idén föddes ur forskning om ungdomars psykiska hälsa och behovet av en meningsfull fritid för att främja självkänsla, gemenskap och framtidstro. Organisationen syftar till att hjälpa unga att hitta sin “spark” – sitt intresse eller sin passion – som kan bli en väg in i en mer aktiv och engagerad livsstil.
Verksamheten finansieras genom donationer och stöd från olika stiftelser och samhällsaktörer, däribland Skandia – Idéer för livet, Familjen Erling-Perssons Stiftelse och Axjoma – Axel och Margaret Ax:son Johnsons stiftelse.